# イソブチリルCoA
イソブチリルCoA（Isobutyryl-CoA）は、アミノ酸のバリンの代謝中間体の一つ。
3-メチル-2-オキソブタン酸デヒドロゲナーゼ（EC 1.2.4.4）によってα-ケトイソ吉草酸から合成され、アシルCoAデヒドロゲナーゼ（EC 1.3.99.3）によってメタクリルCoAに変換される。